# Exochomus subrotundus
Exochomus subrotundus – gatunek chrząszcza z rodziny biedronkowatych i podrodziny Coccinellinae.
Gatunek ten opisany został po raz pierwszy w 1899 roku przez Thomasa Lincolna Caseya na łamach „Journal of the New York Entomological Society”. Jako miejsce typowe wskazano El Paso w stanie Teksas.
Chrząszcz o okrągławym, wyraźnie wysklepionym ciele długości od 2,7 do 3,4 mm i szerokości od 2,3 do 2,8 mm. Wierzch ciała jest nagi, gładki i błyszczący. Barwa głowy jest czarna, czasem z żółtym nadustkiem. Czułki buduje dziesięć członów, z których trzy ostatnie formują buławkę. Przedplecze jest czarne, niekiedy z zażółconymi kątami przednio-bocznymi lub całymi brzegami bocznymi. Ma ono lekko odgięte brzegi boczne i delikatnie obrzeżoną krawędź nasadową. Pokrywy mają kolor czarny do ciemnobrązowego z żółtym do pomarańczowego wzorem obejmującym parę plam nasadowych rozciągniętych wzdłuż krawędzi nasadowej i krawędzi bocznych, ale niedochodzących do szwu oraz parę przykrawędziowych plam wierzchołkowych, przy czym plamy te zlewać się mogą tworząc jedną obwódkę wzdłuż nasadowej, bocznej i wierzchołkowej krawędzi każdej pokrywy. Podgięcia pokryw są żółte lub pomarańczowe i gwałtownie opadają dozewnętrznie. Spód tułowia i odwłoka jest brązowy do czarnego. Odnóża mają tęgie uda, smukłe golenie i prawie kwadratowy ząbek u podstawy pazurków. Samiec ma sześć widocznych sternitów odwłoka (wentrytów) i niesymetryczny płat nasadowy genitaliów. Samica ma pięć widocznych wentrytów, długi przewód nasienny i zaopatrzone w infundibulum genitalia.
Owad nearktyczny, znany z południowo-zachodniej części Stanów Zjednoczonych. Podawany jest z południowej Kalifornii, południowo-zachodniego krańca Utah, Arizony oraz z Teksasu, z pasm Chisos Mountains oraz hrabstw El Paso i Terrell.